# 도망 (2018년 영화)
도망(Walk away)은 한국에서 제작된 조용환 감독의 2018년 드라마 영화이다. 강보민 등이 주연으로 출연하였다.

## 출연

### 주연
- 강보민
- 강신하